# Xures
Xures je francouzská obec v departementu Meurthe-et-Moselle v regionu Grand Est. V roce 2013 zde žilo 123 obyvatel.

## Geografie
Obec leží u hranic departementu Meurthe-et-Moselle s departementem Moselle. Sousední obce jsou: Coincourt, Emberménil, Lagarde (Moselle), Moncourt (Moselle) a Mouacourt.
Přes obec prochází vodní kanál Marna-Rýn.

## Vývoj počtu obyvatel
Počet obyvatel